# Вазуза
Вазу́за — река в Смоленской и Тверской областях России, правый приток Волги, одна из чистейших рек России.
В среднем течении расположен город Сычёвка. При впадении в Волгу — город Зубцов.

## Название
По мнению В. Н. Топорова, название реки, как и Яуза, балтского происхождения, от *Važ-uža. По другой версии — родственно лит. vazint, vazineti «проезд, продвижение», что характеризует значение этого верхнего притока Волги как торгового пути.

## Гидрология
Длина реки — 162 км, площадь бассейна — 7120 км². Исток Вазузы находится на северных склонах Смоленской возвышенности, недалеко от д. Марьино Вяземского района Смоленской области. Питание реки снеговое и дождевое, ледостав с ноября по апрель.
В 1977 году на реке был построен Вазузский гидроузел, вошедший в состав Вазузской гидросистемы. В трёх километрах выше Зубцова построена плотина Вазузского водохранилища, которое затопило порожистую часть долины Вазузы до устья реки Лосмина около города Сычёвка и всё нижнее течение правого притока — реки Гжать.

## Притоки
- 1 км: Шешма
- 3,3 км: Гостижа
- 11 км: Осуга
- 35 км: Городня
- 41 км: Березуйка
- 45 км: Гжать
- 62 км: Касня
- 69 км: Лосмина
- 90 км: Любушка
- 104 км: Амчасна
- 120 км: Салик
- 122 км: Слуя

## Населённые пункты

Вазузские мосты в Зубцове

На реке расположены города: Сычёвка, Зубцов

## В массовой культуре
В литературе
- «Волга и Вазуза» — стихотворение С. Я. Маршака

В фольклоре
- Народная русская сказка «Вазуза и Волга»
- «Волга и Вазуза (сказка)» Л. Н. Толстой

## Галерея

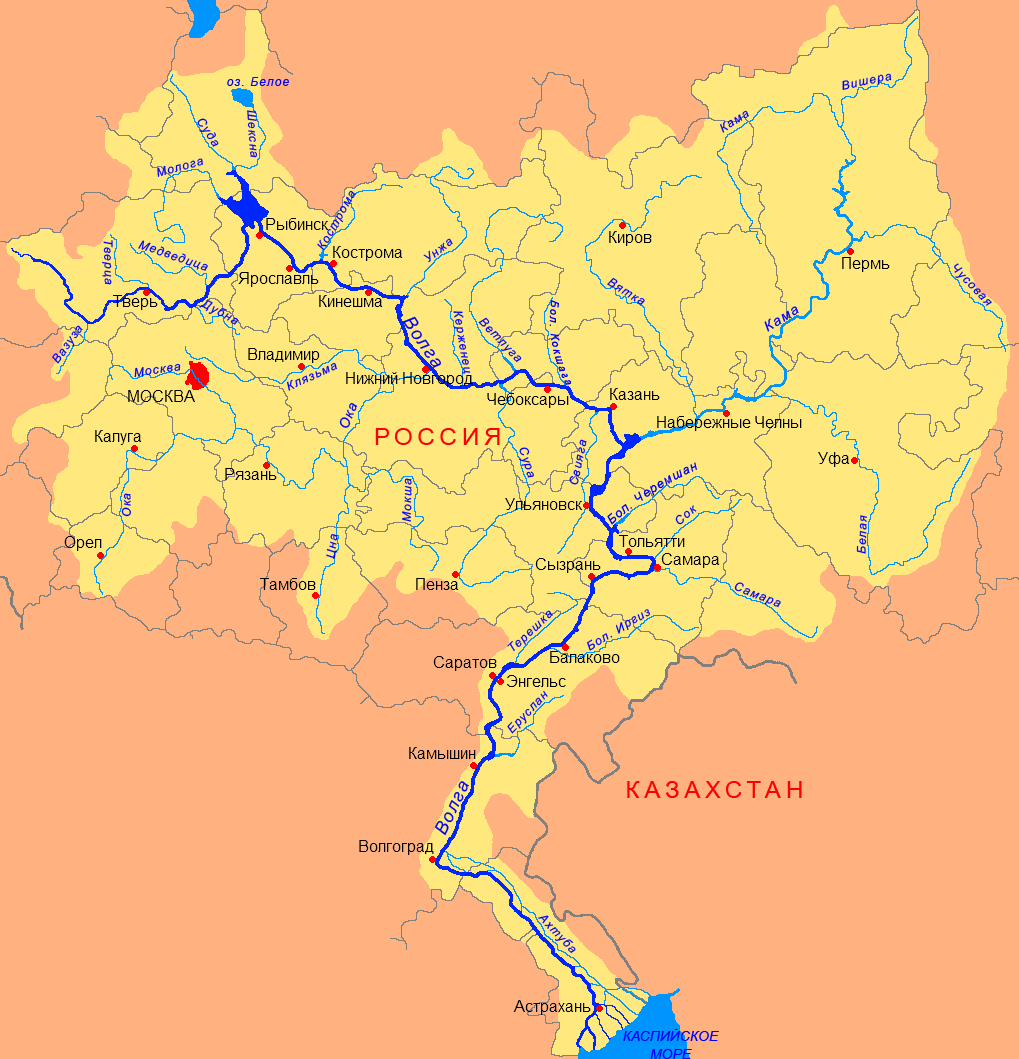
Бассейн Волги
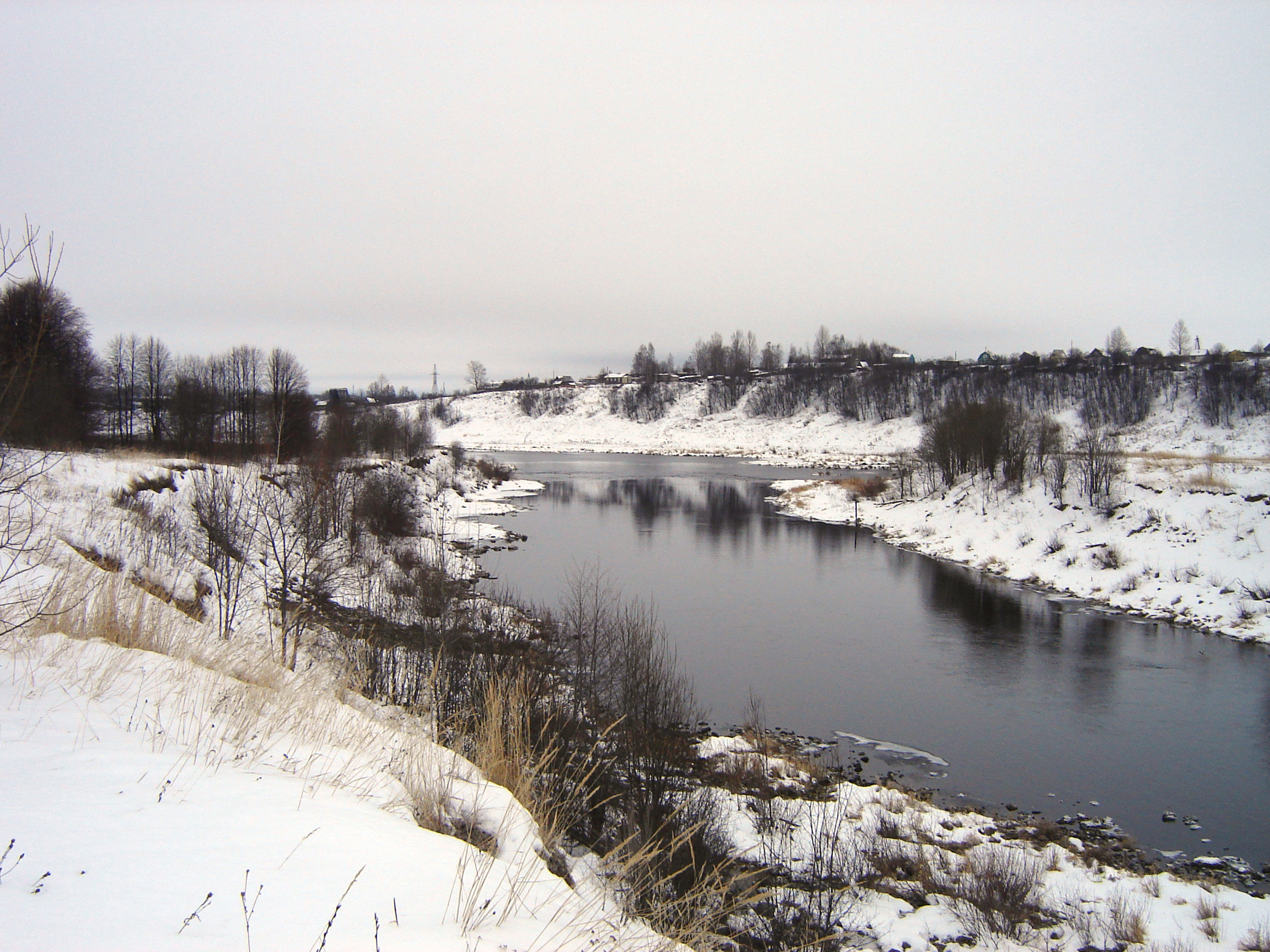
Вазуза перед Зубцовом, после плотины водохранилища
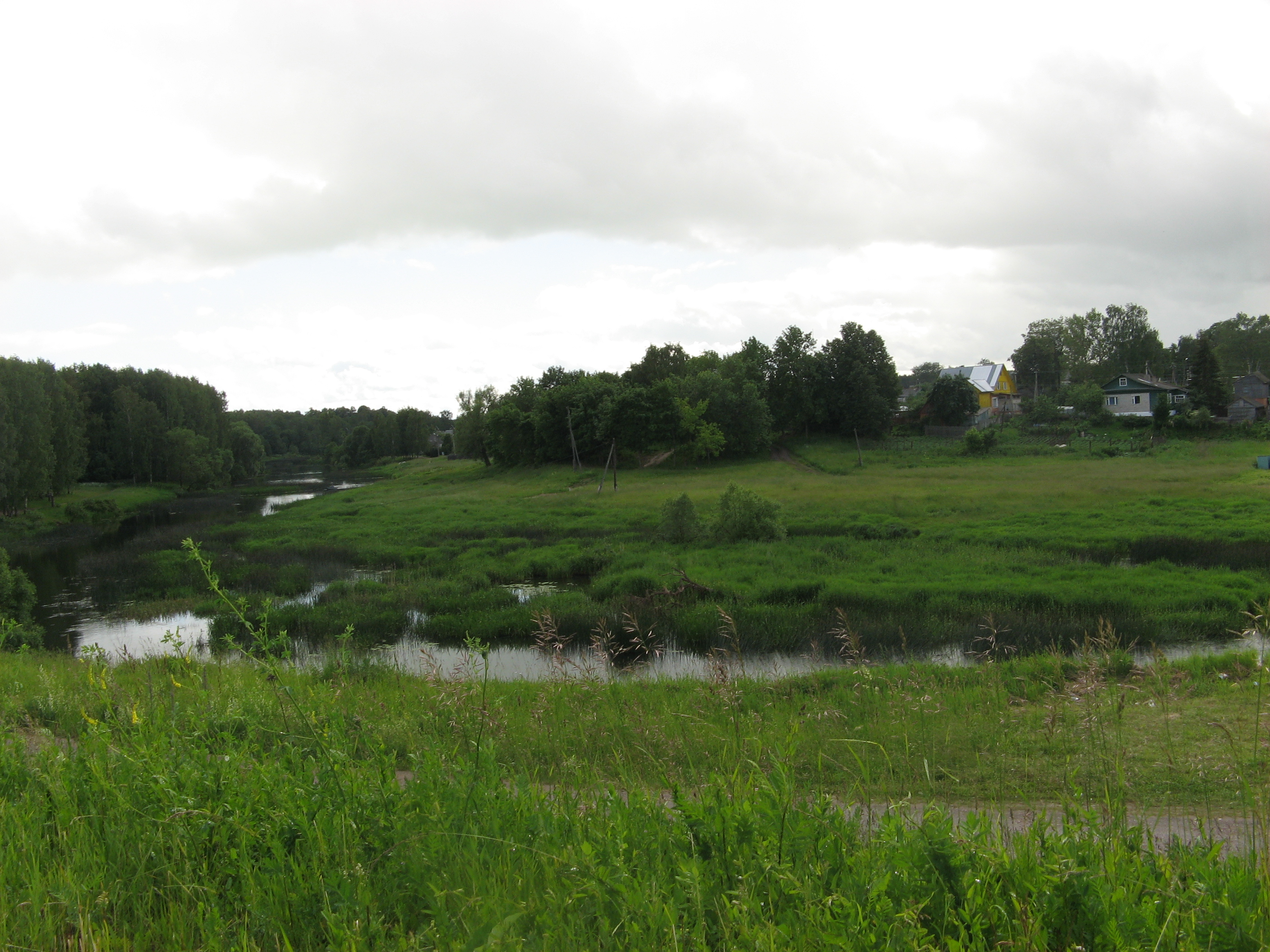
Вазуза в Сычёвке
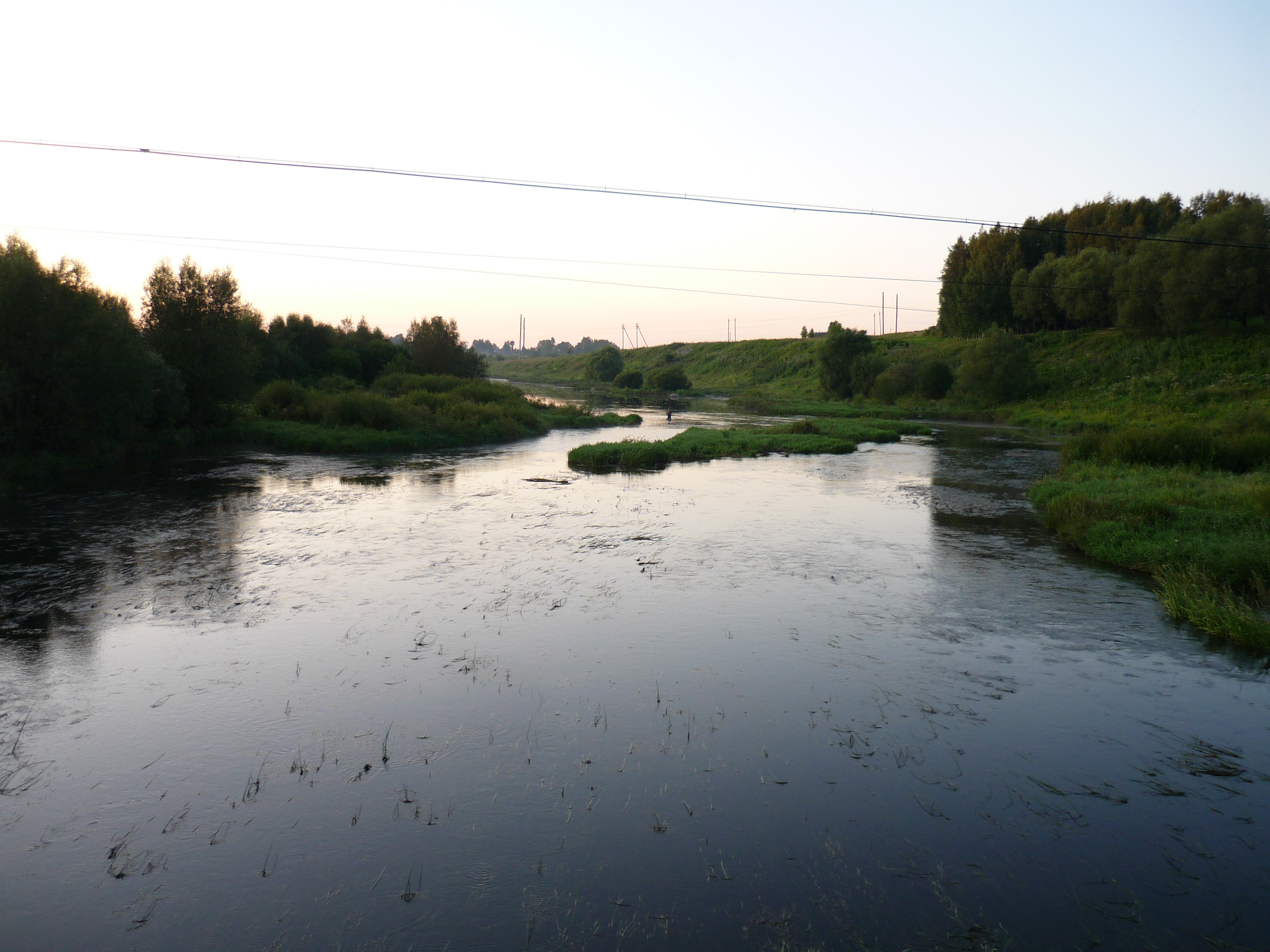
Вазуза в Сычёвке